# Buka (wyspa)
Buka – należąca do Papui-Nowej Gwinei wyspa na Oceanie Spokojnym, w archipelagu Wysp Salomona. Wraz z sąsiednią Wyspą Bougainville’a i kilkoma okolicznymi wysepkami stanowi prowincję autonomiczną Bougainville.

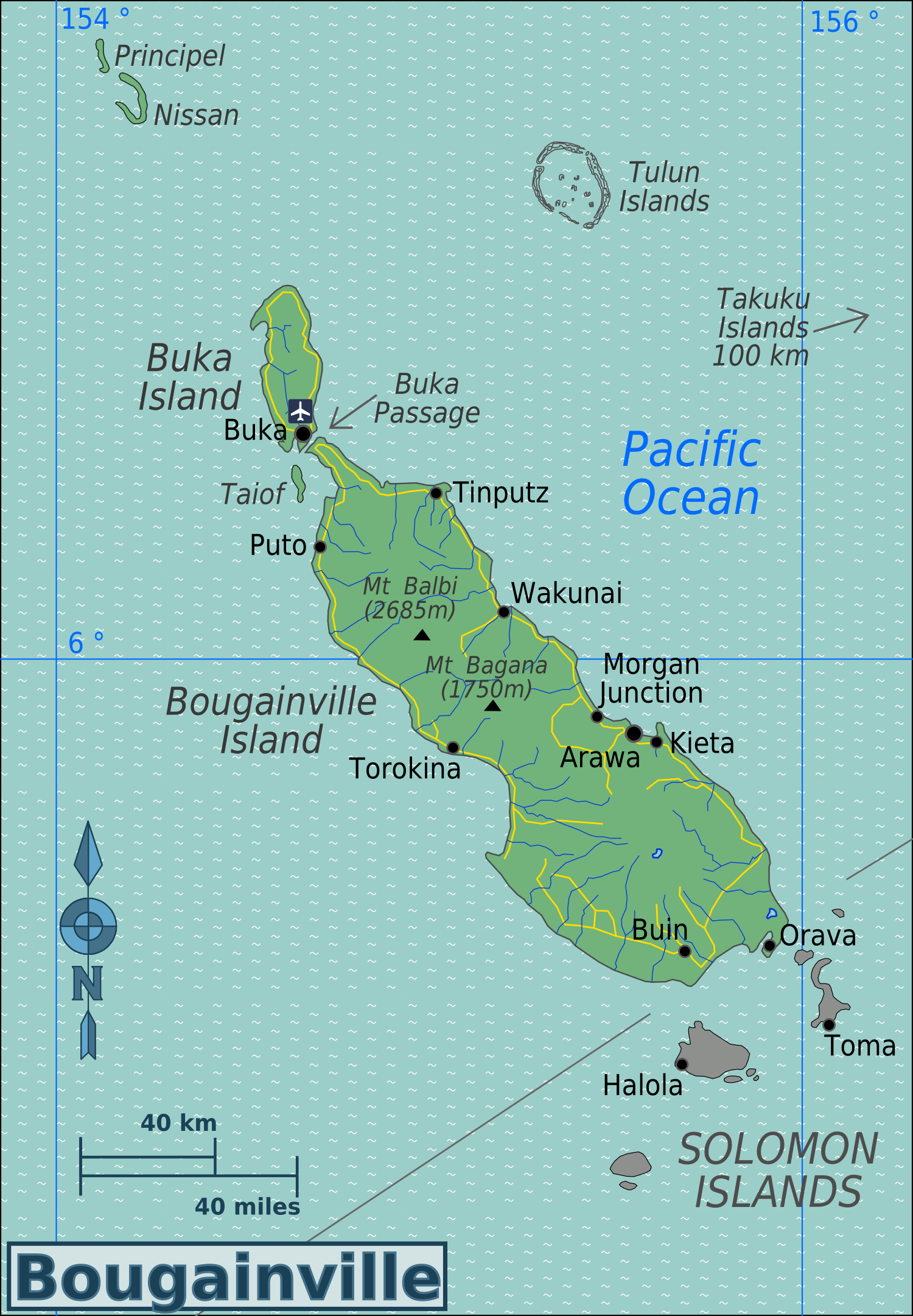
Wyspy Buka i Bougainville’a

## Geografia
Wyspa znajduje się na północny zachód od Wyspy Bougainville’a, od której jest oddzielona wąską cieśniną Buka (ang. Buka Passage). Jest najbardziej wysuniętą na północ z Wysp Salomona. Rozciągnięta w osi północ-południe, ma ok. 50 km długości i 16 km szerokości. Jest dość płaska, jej wysokość z reguły nie przekracza 300 m n.p.m., jedynie w południowo-zachodniej części wyspy wzdłuż wybrzeża ciągnie się pasmo nieco wyższych wzgórz, zwanych Pasmem Richarda Parkinsona. Najwyższym szczytem tego pasma jak i całej wyspy jest Mt. Bei (458 m n.p.m.). Ze stoków pasma spływa kilka większych rzeczek, największa z nich to Gagan River. Wschodnie wybrzeże wyspy jest mało rozwinięte, tworzy je klif wysokości do 100 m. Wybrzeże zachodnie jest niższe, bardziej rozczłonkowane, jest tu kilka zatok i szereg małych wysepek. Cała wyspa otoczona jest rafami koralowymi, tworzącymi po stronie zachodniej szereg atoli.

## Historia
Wyspa była zamieszkana przez człowieka już w okresie paleolitu, ok. 30 tys. lat temu. Ludność autochtoniczna należy do dwóch różnych grup językowych: Solos i Halia, przy czym w tej drugiej grupie występują jeszcze dwa różne dialekty. Europejskie osadnictwo pojawiło się tu dopiero pod koniec XIX w. W 1885 roku wyspa znalazła się pod protektoratem Niemiec, w 1914 roku została zajęta przez Australię, która uzyskała mandat Ligi Narodów w 1920 roku. Podczas II wojny światowej okupowana przez Japonię od marca 1942 r. do 1945 r.
Obecnie występują tu silne tendencje separatystyczne, zmierzające do oderwania wyspy od Papui-Nowej Gwinei i ustanowienia niepodległego państwa wraz z sąsiednią Wyspą Bougainville’a. W 1988 roku separatyści wzniecili powstanie, a w latach 90. na wyspie doszło do gwałtownych starć zbrojnych. W 2001 roku podpisano umowę pokojową, zaś w 2005 Buka, Wyspa Bougainville’a i kilka mniejszych okolicznych wysepek stały się oficjalnie prowincją autonomiczną.
Na wyspie położone jest miasto Buka, stanowiące ośrodek administracyjny prowincji. Transport lotniczy jest realizowany za pośrednictwem Portu Lotniczego Buka.